# Нестеліївка
Нестелі́ївка —  село в Україні, у Лозівській міській громаді Лозівського району Харківської області. Населення становить 170 осіб. До 2020 року орган місцевого самоврядування — Новоіванівська сільська рада.

## Географія
Село Нестеліївка розташоване за 157 км від обласного центру та 12 км від районного центру. За 3 км розташовані найближчі населені пункти: села Мальцівське й Нова Іванівка та селища Домаха. Через село пролягає залізнична лінія Лозова — Павлоград I, на якій розташований пасажирський зупинний пункт Нестеліївка. До села примикає великий масив садових ділянок.

## Історія
Село засноване 1897 року. З 1923 року село перебувало у складі Лозівського району (1923—2020).
12 червня 2020 року, відповідно до розпорядження Кабінету Міністрів України  № 725-р «Про визначення адміністративних центрів та затвердження територій територіальних громад Харківської області», село увійшло до складу Лозівської міської громади.
17 липня 2020 року, в результаті адміністративно-територіальної реформи та ліквідації колишнього Лозівського району (1923—2020), село увійшло до складу новоутвореного Лозівського району Харківської області.

## Населення

### Мова
Розподіл населення за рідною мовою за даними :
| Мова       | Кількість | Відсоток |
| ---------- | --------- | -------- |
| українська | 151       | 88.82%   |
| російська  | 15        | 8.82%    |
| білоруська | 3         | 1.77%    |
| польська   | 1         | 0.59%    |
| Усього     | 170       | 100%     |

## Економіка
- Молочно-товарна ферма.
- «ЛЮБАВА», садове товариство.